# نيكي ووكر (لاعب كرة قدم بريطاني)
نيكي ووكر (بالإنجليزية: Nicky Walker)‏ هو لاعب كرة قدم بريطاني في مركز حراسة المرمى، ولد في 29 سبتمبر 1962 في أبردين في المملكة المتحدة. شارك مع منتخب اسكتلندا لكرة القدم. أما مع النوادي، فقد لعب مع دونفرملين أثلتيك وليستر سيتي ونادي أبردين ونادي إنفرنيس ونادي بارتيك ثيسل ونادي بيرنلي ونادي روس كاونتي ونادي رينجرز ونادي ماذرويل وهارت أوف ميدلوثيان.

## وصلات خارجية
- نيكي ووكر (لاعب كرة قدم بريطاني) على موقع الاتحاد الدولي (مؤرشف)  (الإنجليزية)
- نيكي ووكر (لاعب كرة قدم بريطاني) على موقع الاتحاد الإسكتلندي (الإنجليزية)
- نيكي ووكر (لاعب كرة قدم بريطاني) على موقع قاعدة بيانات كرة القدم.إي يو (الإنجليزية)
- نيكي ووكر (لاعب كرة قدم بريطاني) على موقع ناشيونال فوتبول تيمز (الإنجليزية)
- نيكي ووكر (لاعب كرة قدم بريطاني) على موقع Soccerbase.com (لاعب) (الإنجليزية)